# ماري توماس
ماري توماس (17 فبراير 1896 - 10 أكتوبر 1966) كانت أول طبيبة إندونيسية. حصلت في عام 1922 على شهادتها من مدرسة تدريب الأطباء الأصليين (STOVIA اختصار School to Opleiding van Indische Artsen وتعني مدرسة تدريب الأطباء الهنود). وتخصصت في أمراض النساء والتوليد وتعتبر أول طبيبة إندونيسية تتخصص في هذا المجال. كما أنشأت مدرسة للقبالة في بوكيتنغي.

## السيرة الشخصية
لم تقبل مدرسة التدريب STOVIA النساء في البداية، لكن السياسة تغيرت جزئيًا بسبب جهود أليتا جاكوبس (أول طبيبة في هولندا). عندما زارت جاكوبس إندونيسيا أو جزر الهند الشرقية الهولندية في ذلك الوقت في عام 1911، ضغطت على القضية مع الحاكم العام آنذاك AWF Idenburg.
```
بعد السماح للنساء للتسجيل، وجود عقبة أخرى حيث لا يمكن استخدامها من قبل الخدمات الطبية المدنية 
(Burgerlijke geneeskundige DIENST)،
 وبالتالي كان عليها أن تدفع لدراستهم في مدرسة التدريب. في هذه الحالة، كانت شقيقة أليتا، 
شارلوت جاكوبس
 (أول امرأة تحصل على شهادة في 
علم الصيدلة
 في هولندا)، هي التي ساعدت في إنشاء مؤسسة لجمع الأموال للطالبات الملتحقات بمدرسة التدريب.
[
1
]
 تم إنشاء المؤسسة في 1 سبتمبر 1912 بمساعدة ماري فان زيجلن وإليزابيث فان ديفنتر.
[
2
]
[
3
]

كانت المؤسسة التي 
شكلوها
 هي الجمعية لتشكيل صندوق دعم مالي دراسي لتدريب الطبيبات الأصليين.
[
1
]
 دخلت توماس مدرسة التدريب في سبتمبر 1912 وكانت مدعومًة من مؤسسة SOVIA. في وقت التحاقها، كانت ماري الطالبة الوحيدة من بين حوالي 200 طالب. وبعد عامين فقط قبلت المدرسة طالبة ثانية اسمها آنا وارو التي كانت أيضًا من منطقة ميناهاسا.
[
1
]
```

أكملت ماري توماس دراستها في المدرسة في عام 1922 وتم الاعتراف بها كأول خريجة STOVIA.
 ثم بدأت عملها الطبي في المستشفى الرئيسي في باتافيا (جاكرتا) المسمى Centrale Burgerlijke Ziekeninrichting (CBZ) (الآن مستشفى الدكتور Cipto Mangunkusumo). عملت لاحقًا في ميدان ومانادو، ثم عادت إلى باتافيا في مستشفى بودي كيموليان، وهو مستشفى أنشأته مؤسسة سوفيا. أصبح توماس في مرحلة ما مساعدًا لطبيب هولندي متخصص في التوليد نيكولاس بورما. كانت من أوائل الأطباء الذين تعاملوا مع وسائل منع الحمل والأجهزة الرحمية.
تزوج توماس من محمد جوزيف الذي كان أيضًا طبيبًا في 16 مارس 1929. انتقلوا بعد ذلك إلى بادانج في غرب سومطرة حيث جاء محمد. في بادانغ، شغلت منصبًا في خدمة الصحة العامة (DVG أو Dienst der Volksgezondheid). عادوا إلى باتافيا بعد بضع سنوات في بادانغ. في باتافيا، انخرطت توماس في حزب وحدة ميناهاسا (بيرساتوان ميناهاسا) الذي كان من بين أعضائه سام راتولانجي. في النهاية، عادت توماس وزوجها إلى غرب سومطرة، واستقروا هذه المرة في فورت دي كوك (بوكيتنغي). في عام 1950، أسست مدرسة للقبالة في بوكيتنغي، كانت الأولى في سومطرة والثانية في إندونيسيا.